# I cavalieri del Nord
I cavalieri del Nord è un romanzo del 2015 scritto da Matteo Strukul.

## Trama
Europa, 1240. Dietrichstein è la meta del viaggio che il giovane cavaliere teutone Wolf e i suoi compagni si apprestano a raggiungere. Infatti, è proprio nel cuore dei Carpazi che ha sede il castello-forte, ultimo baluardo della cristianità in una terra dominata da barbari e forze oscure.
Durante una sosta nel villaggio livone di Bayemburg, Wolf conosce la bellissima e misteriosa Kira, ritenuta una strega e per questo costretta a subire un pubblico supplizio. Wolf insiste affinché venga liberata, venendo sostenuto soprattutto dall'abate Anton Bederke e da Kaspar Von Feuchtwangen, suo mentore e padre adottivo, il quale decide di portare la ragazza con loro per farla giudicare da un tribunale religioso. Tuttavia, il contingente di cavalieri subisce diverse sventure durante il viaggio, le cui cause spesso vengono attribuite a Kira – in realtà del tutto estranea alle vicende.
Nel frattempo, per l'Ordine si profila una minaccia formata da un'alleanza tra Cumani, guidati da un re senza corona, una guerriera sanguinaria ed un negromante, e Magiari, ma tutti loro sono a loro volta minacciati dall'Orda d'Oro di Batu Khan, apparentemente invincibili.

## Personaggi
- Wolf: protagonista del romanzo, è un giovane ma valoroso cavaliere teutone, cresciuto sotto la guida di Kaspar von Feuchtwangen.
- Kira: una donna da tutti ritenuta una strega, la sua presenza semina scompiglio nelle file teutoniche, poco avezzi alla presenza di una donna, tanto che i cavalieri la ritengono responsabile delle varie sventure che gli capiteranno durante il viaggio.

## Edizioni
- Matteo Strukul, I cavalieri del Nord, collana Multipop, Multiplayer Edizioni, 20 ottobre 2015,  p. 456, ISBN 978-8-8635533-3-8.